# 4656 Хукра
4656 Хукра (4656 Huchra) — астероїд головного поясу, відкритий 7 листопада 1978 року.
Тіссеранів параметр щодо Юпітера — 3,301.